# Eoacmaea mauritiana
Eoacmaea mauritiana is een slakkensoort uit de familie van de Eoacmaeidae. De wetenschappelijke naam van de soort is voor het eerst geldig gepubliceerd in 1892 door Pilsbry.